# داستان زمستان
داستان زمستان (فرانسوی: Conte d'hiver‎) فیلمی در ژانر کمدی-درام به کارگردانی اریک رومر است که در سال ۱۹۹۲ منتشر شد.

## خلاصه فیلم
«فیلیس» و «چارلز» تعطیلاتی عاشقانه را گذراندند. به دلیل اشتباهی در آدرس آن‌ها ارتباطشان را از دست می‌دهند و …